# Баді V
Баді V (*араб. بادي الخامس; д/н — 1790) — 24-й макк (султан) Сеннару в 1790 році.

## Життєпис
Походив з династії Фунджі. Син якогось Дакіна, можливо небіж султана Таїба II. Посів трон близько 1790 року. Не мав значної влади, усіма справами керував візир Насір улад Мухаммед з клану Хамадж.
В цей час тривала війна з претендентом Рубатом, якого підтримували Мухаммед аль-Амін, шейх клану аль-Каррі арабського племені абдалабі, якого підтримав Мухаммад уад Каміс Абуріда (очільник загону важкої кінноти). У вирішальній битві 1790 року Баді V загинув разом з йогос упротивником Рубатом. Це дозволило Насіру улад Мухаммеду зновувзяти контроль над державою.
Новим султаном візир поставив Рубата II, проте останній помер невдовзі після церемонії сходження на трон. Тому черговим султаном став Наввар, але того 1791 року за спроби виявити самостійність Насір улад Мухаммед повалив, замінивши 12-річним хлопцем Баді VI.